# Sapium obovatum
Sapium obovatum är en törelväxtart som beskrevs av Johann Friedrich Klotzsch och Johannes Müller Argoviensis. Sapium obovatum ingår i släktet Sapium och familjen törelväxter. Inga underarter finns listade i Catalogue of Life.